# Hans Behr
Hans Behr Martínez (Guayaquil, 31 de octubre de 1962) es un escritor ecuatoriano.

## Biografía
Nació el 31 de octubre de 1962 en Guayaquil, provincia de Guayas. Realizó sus estudios secundarios en el Colegio Salesiano Cristóbal Colón, donde empezó a escribir novelas cortas y a participar en concursos intercolegiales de literatura. Los estudios superiores los realizó en la Escuela Superior Politécnica del Litoral, obteniendo el título de tecnólogo en alimentos.
Publicó su primera obra, el libro de cuentos Ojos de piquero, en 1984. Posteriormente publicó Circo, otra colección de cuentos.
En 1999 ganó el Concurso Nacional de Literatura organizado por la Casa de la Cultura Ecuatoriana con su novela Los senderos de Emaús, publicada a principios de 2002. En su libro narra varias historias interconectadas que se desarrollan en la localidad ficticia de Emaús, inspirada en la ciudad ecuatoriana de Macas.
Su novela Acaso si lloviese obtuvo en 2009 el Premio Aurelio Espinosa Pólit, de la Pontificia Universidad Católica del Ecuador. El jurado estuvo integrado por los escritores Alicia Ortega Caicedo, Francisco Proaño Arandi y Carlos Aulestia y señaló en su decisión: "Se trata de una novela de original temática, con un ritmo narrativo ágil que se sostiene hasta el final y un lenguaje muy cuidado, que se corresponde con la historia narrada." La obra fue publicada con el nombre Maratón.
En 2012 ganó el primer lugar en el Concurso Nacional de Literatura Ángel Felicísimo Rojas con su novela Las luces de la felicidad. La obra fue publicada en 2014 por la Casa de la Cultura Ecuatoriana.
Behr también ha publicado varias obras de literatura infantil y juvenil, bajo el Grupo Editorial Norma y la colección El Barco de Vapor del Grupo SM. Entre ellas se cuentan Casita, casona, casuna (2011), Soldado G3113 (2013), El viaje al cráter del Ngorongoro (2015) y Una bandada de pelícanos (2016).
En 2020 ganó el Premio La Linares de Novela Breve con la obra Firmamento, novela de ciencia ficción en que un grupo de asaltantes dirigidos por Stephen Hawking emprenden el robo de un artefacto extraterrestre encontrado en Ecuador. Al año siguiente ganó adicionalmente el Concurso Nacional de Literatura Miguel Riofrío con su novela El informe Hamelín, en la que explora el misterio del Club de los 27.

## Obras

### Novelas
- Los senderos de Emaús (2002)
- Maratón (2009)
- Las luces de la felicidad (2014)
- Firmamento  (2020)
- El informe Hamelín (2022)[15]

### Cuentos
- Ojos de piquero (1984)
- Circo (1992)
- Errantes y embusteros (2013)[16]

### Literatura infantil y juvenil
- Casita, casona, casuna (2011)
- Soldado G3113 (2013)
- El viaje al cráter del Ngorongoro (2015)
- Una bandada de pelícanos (2016)
- El día en el que murió el solitario George (2019)